# Premis de la Crítica Televisiva
Els Premis de la Crítica Televisiva (Critics' Choice Television Award) són guardons que es presenten anualment per la Broadcast Television Journalists Association (BTJA) (US) en reconeixement de l'excel·lència en èxits de televisió. Es van iniciar el 2011 amb la primera cerimònia celebrada el 20 de juny de 2011 i transmesa en directe a VH1.com. La quarta cerimònia va ser televisada en viu, per primera vegada en la història dels premis, el 19 de juny de 2014 a The CW. L'octubre de 2014, A&E Network va obtenir drets exclusius per transmetre els premis de televisió i cinema el 2015 i 2016.

## Història
La Broadcast Television Journalists Association (BTJA) va ser fundada el 2011 com una branca de la Broadcast Film Critics Association. Els premis són produïts pel productor executiu Bob Bain.
Segons el president en funcions de la BTJA, Joey Berlin, els Premis de la Crítica Televisiva van ser llançats "per millorar l'accés dels periodistes de radiodifusió que cobreixen la indústria de la televisió. Així com els premis Critic's Choice Movie Awards s'han establert com una part important de la temporada anual de premis de cinema, estem segurs que els premis Critic's Choice Television Awards tindran un paper similar per a la indústria televisiva".

## Categories
- Millor actor en una sèrie de comèdia (des de 2011)
- Millor actor en una sèrie de drama (des de 2011)
- Millor actor en una pel·lícula / minisèries (des de 2012)
- Millor actriu en una sèrie de comèdia (des de 2011)
- Millor actriu en una sèrie de drama (des de 2011)
- Millor actriu en una pel·lícula / minisèries (des de 2012)
- Millor sèrie d'animació (des de 2011)
- Millor sèrie de comèdia (des de 2011)
- Millor sèrie de drama (des de 2011)
- Millor Artista Convidat en una Sèrie de Comèdia (2012-2016)
- Millor Artista Convidat en una Sèrie de Drama (2012-2016)
- Millor Pel·lícula / Miniseries (des de 2012)
- Millor Sèrie de Realitat (2011-2015)
- Millor Sèrie de Realitat Competició (des de 2011)
- Millor Presentador de Reality shows (des de 2011)
- Millor Reality Show Estructurat (des de 2015)
- Millor Actor de Repartiment en una Sèrie de Comèdia (des de 2011)
- Millor Actor de Repartiment en una Sèrie de Drama (des de 2011)

- Millor actor de repartiment en una pel·lícula / minisèries (des de 2013)
- Millor actriu de repartiment en una sèrie de comèdia (des de 2011)
- Millor actriu de repartiment en una sèrie de drama (des de 2011)
- Millor actriu de repartiment en una pel·lícula / minisèries (des de 2013) Millor Talk Show (des de 2011)
- Millor Reality Show No Estructurat (des de 2015)

## Crítica
Després de l'anunci de l'associació amb Entertainment Weekly abans dels VII Premis de la Crítica a la Televisió el novembre de 2016, diversos membres d'alt perfil de l'Associació de Periodistes de Televisió de Radiodifusió van abandonar l'organització, incloent a Michael Ausiello de TV Line, Maureen Ryan de Variety, Ken Tucker de Yahoo! TV, i Michael Schneider d'Indiewire. En un article que Schneider va publicar poc després de la seva renúncia, va escriure: "La idea que Entertainment Weekly seria el mitjà de comunicació preferit per a un programa de premis decidit per periodistes de molts mitjans és inusual. (Seria com si CNN fos nomenat el soci oficial dels debats presidencials, tot i que estan moderats i coberts per representants de múltiples organitzacions de notícies.)". Després de l'èxode massiu de crítics de televisió, l'Associació de Periodistes de Televisió perdre entre el 15% i el 30% dels seus membres. Això va fer que la majoria dels membres fossin periodistes d'Internet en lloc de crítics de televisió. Durant el 7èns Critics' Choice Television Awards el fet que diversos programes aclamats per la crítica van ser menyspreats com The Americans, Rectify, The Night Of and You'r the Worst a favor d'espectacles amb molt poc o cap suport crític, com Modern Family, The Big Bang Theory i House of Cards, va ser reconeguda i àmpliament criticada a causa d'aquest canvi.

## Cerimònies de lliurament
1. 2011
2. 2012
3. 2013
4. 2014
5. 2015
6. 2016
7. 2016 (2)
8. 2018
9. 2019

## Superlatius

### Múltiples guanyadors
3 premis
- Allison Janney
- Sarah Paulson

2 premis
- Tom Bergeron
- Andre Braugher
- Louis C.K.
- Bryan Cranston
- Julia Louis-Dreyfus
- Christina Hendricks
- Margo Martindale
- Tatiana Maslany
- Jim Parsons
- Jeffrey Tambor

### Nominats múltiples
7 nominacions
- Walton Goggins

5 nominacions
- Tom Bergeron
- Cat Deeley
- Regina King
- Jessica Lange
- Julianna Margulies
- Timothy Olyphant
- Eden Sher

4 nominacions
- Anthony Anderson
- Christine Baranski
- Mayim Bialik
- Louis C.K.
- Allison Janney
- Julia Louis-Dreyfus
- Tatiana Maslany
- Elisabeth Moss
- Bob Odenkirk
- Jim Parsons
- Sarah Paulson
- Amy Poehler
- RuPaul

3 nominacions
- Aziz Ansari
- Ellen Burstyn
- Emilia Clarke
- Carrie Coon
- Bryan Cranston
- Benedict Cumberbatch
- Peter Dinklage
- Vera Farmiga
- Anna Gunn
- Freddie Highmore
- Margo Martindale
- Thomas Middleditch
- Nick Offerman
- Martha Plimpton
- Carrie Preston
- Danny Pudi
- RuPaul
- Matthew Rhys
- Keri Russell
- John Slattery
- Robin Wright
- Constance Wu

2 nominacions
- Ted Allen
- Gillian Anderson
- Caitriona Balfe
- Jonathan Banks
- Kathy Bates
- Julie Bowen
- Andre Braugher
- Alison Brie
- Sterling K. Brown
- Tituss Burgess
- Ty Burrell
- Jaime Camil
- Bobby Cannavale
- Don Cheadle
- Kaley Cuoco
- Hugh Dancy
- Claire Danes
- Viola Davis
- Zooey Deschanel
- Ann Dowd
- Lena Dunham
- Christopher Eccleston
- Idris Elba
- Will Forte
- Sutton Foster
- Claire Foy
- Martin Freeman
- Eva Green
- Max Greenfield
- Tony Hale
- Jon Hamm
- Christina Hendricks
- Taraji P. Henson
- Charlie Hunnam
- Jane Krakowski
- Damian Lewis
- Jenifer Lewis
- Judith Light
- Rami Malek
- Kelly Macdonald
- Joel McHale
- Wendi McLendon-Covey
- John Noble
- Ed O'Neill
- Randall Park
- Aaron Paul
- Diana Rigg
- Gina Rodriguez
- Emmy Rossum
- Katey Sagal
- Amy Schumer
- Adam Scott
- Ryan Seacrest
- Maggie Siff
- Jeffrey Tambor
- Cicely Tyson
- Dominic West
- Casey Wilson
- Patrick Wilson
- Aden Young
- Constance Zimmer